# Leanne Trimboli
Leanne Trimboli (10 de novembro de 1975) é uma ex-futebolista profissional australiana que atuava como goleira.

## Carreira
Leanne Trimboli representou a Seleção Australiana de Futebol Feminino, nas Olimpíadas de 2000. 